# Budynek przy ul. Wały gen. Sikorskiego 8 w Toruniu
Budynek przy ul. Wały gen. Sikorskiego 8 w Toruniu – budynek administracyjny położony przy ulicy Wały gen. Władysława Sikorskiego w Toruniu, siedziba Urzędu Miasta Torunia i Ligi Polskich Miast i Miejsc UNESCO.
Budynek powstał w ramach stopniowej zabudowy pasa pofortecznego wokół Wallstrasse (ów. ulica Wałowa) i miało w nim mieścić się Urząd Powiatu i Starostwa. Zgodnie z planem na obrzeżach Starego Miasta miał powstać budynki urzędów cywilnych. Budynek zaprojektował Hugo Hartung. Budowę rozpoczęto w listopadzie 1899 roku, zakończono 1 kwietnia 1901 roku. Kierownikiem prac był mistrz budowlany Bruno Kickelhayn. Koszt budowy wyniósł 230 tys. marek.
Budynek zbudowano w stylu neogotyckim. Na parterze i pierwszym piętrze mieścił się pokoje urzędnicze. Od strony podwórza ulokowano pokoje dla stróża, woźnicy i palacza. W skrzydle od strony ul. Podmurnej mieściła się stajnia i remiza dla powozów.